# Vladimír Mihálik
Vladimír Mihálik (ur. 29 stycznia 1987 w Preszowie) – słowacki hokeista, reprezentant Słowacji.

## Kariera
- HC 07 Preszów U-18 (2003-2004)
- HC 07 Preszów U-20 (2004-2005)
- HC 07 Prešov (2004-2005)
- Red Deer Rebels (2005-2006)
- Prince George Cougars (2006-2007)
- Norfolk Admirals (2007-2011)
  -  Tampa Bay Lightning (2008-2009)
- HC Lev Poprad (2011-2012)
- Timrå IK (2012)
- Slovan Bratysława (2012-2016)
- HC 05 Banská Bystrica (2016-2020)
- HK Dukla Michalovce (2020-2023)

Wychowanek klubu HC 07 Prešov. W 2009 został wybrany w drafcie NHL przez Tampa Bay Lightning (runda 6, numer 162) oraz w drafcie KHL przez Łokomotiw Jarosław (runda 2, numer 42). Od czerwca 2012 zawodnik słowackiego klubu Slovan Bratysława. Od połowy 2013 związany dwuletnim kontraktem. Od września 2016 zawodnik HC 05 Bańska Bystrzyca. W czerwcu 2020 przeszedł do Dukli Michalovce. W sezonie 2020/2021 był kapitanem tej drużyny. W listopadzie 2023 zwolniony z klubu.
Uczestniczył w turniejach mistrzostw świata w 2010, 2013, 2014.

## Sukcesy
Klubowe
- Złoty medal mistrzostw Słowacji: 2017, 2018, 2019 z HC 05 Bańska Bystrzyca
- Drugie miejsce w Pucharze Tatrzańskim: 2020
- Brązowy medal mistrzostw Słowacji: 2021

Indywidualne
- Puchar Tatrzański 2020: najlepszy obrońca turnieju[8]